# یلوه گلوسفید
یلوه گلوسفید آمریکایی (نام علمی: Laterallus albigularis) نام یک گونه از سرده یلوه‌های کوچک است.